# دو مسیر
دو مسیر (اسپانیایی: Dos caminos‎) یک فیلم درام اسپانیایی است که در سال ۱۹۵۴ منتشر شد. از بازیگران آن می‌توان به ماریا آسکوئرینو، خوزه نیتو و روبن روخو اشاره کرد.

## گزیدهٔ بازیگران
- ماریا آسکوئرینو
- خوزه نیتو
- روبن روخو
- والریانو آندرس
- آدریانو دومینگس